# The Essential Johnny Cash 1955-1983
The Essential Johnny Cash 1955–1983 es un álbum recopilatorio en 3 discos que contiene material desde 1955 hasta 1983.

## Disco uno
1. "Hey Porter"
2. "Cry! Cry! Cry!"
3. "Folsom Prison Blues"
4. "Luther Played the Boogie"
5. "Get Rhythm"
6. "I Walk the Line"
7. "Home of the Blues"
8. "Give My Love to Rose"
9. "Rock Island Line"
10. "Doin' My Time"
11. "Big River"
12. "Ballad of a Teenage Queen"
13. "Guess Things Happen That Way"
14. "The Ways of a Woman in Love"
15. "Thanks a Lot"
16. "Oh, What a Dream"
17. "What Do I Care"
18. "All Over Again"
19. "I Still Miss Someone"
20. "I'd Just Be Fool Enough (To Fall)"
21. "Walking the Blues"
22. "Frankie's Man, Johnny"
23. "Tennessee Flat Top Box"
24. "Sing It Pretty, Sue"
25. "Pickin' Time"
26. "Five Feet High and Rising"
27. "The Old Account"
28. "(There'll Be) Peace in the Valley (For Me)"
29. "Were You There (When They Crucified My Lord)"

## Disco dos
1. "Don't Take Your Guns to Town"
2. "The Ballad of Boot Hill"
3. "The Rebel-Johnny Yuma"
4. "The Big Battle"
5. "When The Roses Bloom Again"
6. "The Ballad of Ira Hayes"
7. "The Legend of John Henry's Hammer"
8. "Dark as a Dungeon"
9. "The Long Black Veil"
10. "I Got Stripes"
11. "25 Minutes to Go"
12. "The Wall"
13. "Busted"
14. "Bad News"
15. "Dirty Old Egg-Sucking Dog"
16. "Orange Blossom Special"
17. "Ring of Fire"
18. "Understand Your Man"
19. "Jackson"
20. "Blistered"
21. "See Ruby Fall"
22. "Cisco Clifton's Fillin' Station"
23. "Daddy Sang Bass"

## Disco tres
1. "Folsom Prison Blues (Live)"
2. "Cocaine Blues (Live)"
3. "San Quentin #2 (Live)"
4. "A Boy Named Sue (Live)"
5. "Wanted Man"
6. "Singin' in Viet Nam Talkin' Blues"
7. "Man in Black"
8. "What Is Truth"
9. "Flesh and Blood"
10. "Sunday Morning Coming Down"
11. "Oney"
12. "One Piece at a Time"
13. "Hit the Road and Go"
14. "Rockabilly Blues (Texas 1955)"
15. "I Will Rock and Roll with You"
16. "No Expectations"
17. "(Ghost) Riders In The Sky"
18. "Bull Rider"
19. "Highway Patrolman"
20. "After the Ball"
21. "Without Love"
22. "The Last Time"
23. "I'm Gonna Sit on the Porch and Pick on My Old Guitar"

- Datos: Q7732485